# ۹۹۱ (قمری)
۹۹۱ (قمری)، نهصد و نود و یکمین سال در گاهشماری هجری قمری است. اول محرم این سال برابر با بیست و پنجم ژانویه سال ۱۵۸۳ میلادی است.

## زادگان

### درگذشتگان
- وحشی بافقی : شاعر غزل سرای ایرانی.